# Накърняване на правещите добро
Накърняването на правещите добро е явление, при което морално мотивираното поведение на дадено лице води до това те да бъдат възприемани негативно от другите.

## Изследвания
Проучванията върху възприятията на месо ядците относно вегетарианците показват, че месоядците, които смятат, че вегетарианците ги съдят морално за начина им на хранене, имат по-негативни възгледи към вегетарианците. Това води до заключението, че моралните малцинства могат да получат отрицателна обратна реакция за своето морално мотивирано поведение от онези, които се чувстват съдени.
Проучване върху щедростта при децата показва, че децата предпочитат щедрите хора, но това предпочитание намалява, когато собствената щедрост на детето е по-малка от тази на друго дете. Това обаче не важи, когато детето сравни собствената си щедрост с възрастен.
Комбинация от личностни черти свързани с морал и доминиране в даден човек е свързана с повишено ниво на морална самоувереност (самодоволство), както и с повишена неприязън от други наблюдатели.
Някои изследванията показват, че най-щедрите могат да бъдат наказвани повече отколкото по-малко щедрите.